# 紅眼黑鱸
紅眼黑鱸為輻鰭魚綱鱸形目鱸亞目太陽魚科的其中一種，分布於北美洲美國北卡羅來納州至田納西州的淡水流域，體長可達47公分，棲息在岩石急流或池塘、小溪等水域，屬肉食性，可作為遊釣魚。

## 擴展閱讀
維基物種上的相關：紅眼黑鱸